# 藤田氏
藤田氏（ふじたし），日本的一個氏族。現在在日本姓氏排名中屬於第31大的日本姓氏。

## 起源

### 常陸國藤田氏
- 藤田氏一族有一支在常陸国久慈郡的静神社擔任世襲祠官的職務。
- 現在的藤田氏指的是水戸藩出身的著名学者藤田幽谷（一正）（日语：藤田幽谷）。本姓是小野氏為小野篁的末裔。
- 藤田幽谷（一正）（日语：藤田幽谷）之子藤田東湖仕於藩主・德川齊昭從事改革工作。而藤田東湖的四男藤田小四郎是筑波山天狗黨之亂首領的其中一人[1]。還有，舊常陸國守護 佐竹氏記録佐竹氏也是藤田氏的一支，藤田館的城主已經存在的記錄[2]。

## 歷史人物
- 藤田嗣治，（1886年11月27日－1968年1月29日），出生在日本東京都的巴黎派畫家的代表人物、雕刻家。

## 現代人物
- 藤田惠美，（Emi Fujita，1963年5月15日－），日本歌手
- 藤田和日郎，（1964年5月24日－），日本漫畫家。北海道旭川市出身，1988年出道。本名藤田和宏。
- 藤田麻衣子，（1984年1月16日－）為日本愛知縣名古屋市綠區出身的創作歌手。
- 藤田咲，（1984年10月19日－），是日本的女性聲優。

## 脚注
1. ↑  太田亮著、上田萬年、三上参次監修『姓氏家系大辞典 第3巻』（角川書店、1934年）5228頁参照。
2. ↑  冨村壽夫、冨村尚樹共著『 佐竹氏物語 : 史上最長不倒の豪族 』（非売品、2011年）225頁参照。

## 参照文献
- 明石鉄男編『幕末維新全殉難者名鑑1』（新人物往来社、1986年）ISBN 4404013353
- 太田亮著、上田萬年、三上参次監修『姓氏家系大辞典 第3巻』（角川書店、1934年）
- 冨村壽夫、冨村尚樹共著『 佐竹氏物語 : 史上最長不倒の豪族 』（非売品、2011年）